# Bonnier Media Deutschland
Die Bonnier Media Deutschland GmbH in München ist eine 1993 gegründete Tochtergesellschaft des schwedischen Medienkonzerns Bonnier. In ihr sind die deutschen Buchverlagsaktivitäten gebündelt. Zu Bonnier Media gehören die Verlage  Aladin, arsEdition, Berlin Verlag, Carlsen, Gabriel Verlag, Hörbuch Hamburg, Lappan Verlag, Libresco, MyBook, Nelson Verlag,  Piper, Thienemann-Esslinger, Ullstein Buchverlage, der BuchVertrieb Blank sowie seit 2017 die Münchner Verlagsgruppe.
Geschäftsführer war bis 2006 Viktor Niemann, bis 2013 Hartmut Jedicke. 2014 übernahm Christian Schumacher-Gebler die Geschäftsführung der deutschen Buchgruppe.
Bonnier Media Deutschland gilt nach der zu Bertelsmann gehörenden Verlagsgruppe Random House und der Verlagsgruppe Georg von Holtzbrinck als drittgrößte deutsche Buchverlagsgruppe. Die reinen Buchumsätze des Unternehmens lagen 2009 mit damals noch fünf Verlagen bei 211 Millionen Euro (Random House mit 42 Verlagen und Imprints: 307 Millionen Euro, VG Holtzbrinck mit sechs Verlagen: 233 Millionen Euro).